# Векилбазарский этрап
Векилбазарский этрап (туркм. Wekilbazar etraby) — этрап в Марыйском велаяте Туркменистана. Административный центр — посёлок имени Молланепеса.

## История
Образован в декабре 1938 года как Векиль-Базарский район Туркменской ССР. В ноябре 1939 года Векиль-Базарский район отошёл к новообразованной Марыйской области. 12 декабря 1957 года Векиль-Базарский район был упразднён, а его территория передана частью в Марыйский район, а частью — в Байрам-Алийский.
В феврале 1975 года Векиль-Базарский район был восстановлен в составе Марыйской области. В 1992 году Векиль-Базарский район был переименован в Векилбазарский этрап и вошёл в состав Марыйского велаята.